# Puebla de Sanabria
Puebla de Sanabria település Spanyolországban,  Zamora tartományban.  Lakosainak száma 1366 fő (2024).

## Népesség
A település népessége az utóbbi években az alábbiak szerint változott:
| Lakosok száma | 1577 | 1614 | 1614 | 1571 | 1540 | 1523 | 1432 | 1373 | 1357 | 1366 |
|               | 2001 | 2004 | 2007 | 2009 | 2012 | 2014 | 2017 | 2019 | 2022 | 2024 |